# Список глав правительства Бельгии
Премье́р-мини́стр Бе́льгии (фр. Premier ministre de Belgique, нидерл. Eerste minister van België, нем. Premierminister von Belgien) — глава федерального правительства Королевства Бельгия. Исключительным правом на осуществление исполнительной власти в Бельгии (как она определяется конституцией) обладает монарх, однако пост премьер-министра является высшей исполнительной должностью королевства. Согласно службе протокола и связи ООН полный титул премьер-министра звучит: Premiere Ministre du Royaume de Belgique, chargée de Beliris et des Institutions culturelles fédérales (фр.).
Правительство Бельгии приобрело статус федерального в 1993 году в ходе реформы по созданию федеративных государственных институтов, при этом было осуществлено разграничение функций (полномочий и обязанностей) между федеральной исполнительной властью и исполнительной властью образующих бельгийскую федерацию сообществ и регионов.
В список включены главы общенациональных правительств Бельгии независимо от наименования должности, а также состав не имевшего председателя Временного правительства, возникшего во время бельгийской революции (1830—1831 годы). Применённая в первом столбце нумерация является условной (национальная традиция порядкового наименования глав правительств отсутствует). Также условным является использование в первом столбце цветовой заливки, служащей для упрощения восприятия принадлежности лиц к различным политическим силам без необходимости обращения к столбцу, отражающему партийную принадлежность. В качестве даты прекращения полномочий кабинета в списке указывается дата передачи полномочий вновь сформированному правительству, при этом формально период полномочий кабинета завершается обычно значительно раньше, с началом процедуры переговоров по формированию нового правительства, инициированной королём в связи с уходом в отставку предыдущего кабинета после проведения очередных или досрочных парламентских выборов, или после получения монархом заявления о досрочной отставке предыдущего кабинета (см. порядок назначения федерального правительства ). В случае, когда премьер-министр получил повторные полномочия последовательно за первоначальными, раздельно отражается каждый срок полномочий. В столбце «Выборы» отражены состоявшиеся выборные процедуры, сформировавшие состав парламента, утвердивший правительство или поддержавший его. Наряду с партийной принадлежностью, в столбце «Партия» также отражён внепартийный (независимый) статус персоналий.
Фламандские и французские имена транскрибированы, по возможности, в соответствии с правилами нидерландско-русской и французско-русской практических транскрипций, однако в ряде оговорённых случаев традиционные французские имена представителей фламандского сообщества переданы в устоявшемся в русском языке написании.

## Федеральное правительство
Правовое положение федерального правительства и премьер-министра как его главы обладают рядом особенностей. Так, являющиеся высшими правовыми актами федеральных исполнительных органов королевские указы, кроме подписи монарха, должны получить контрасигнатуру соответствующего министра, что освобождает монарха и делает министра ответственным за последствия применения акта.
Правительство может работать в трёх разных составах: широком, именуемом «Правительственный совет» (фр. Conseil du gouvernement, нидерл. Regeringsraad, нем. Regierungsrat), куда входят премьер-министр, министры и статс-секретари; обычном, именуемом «Совет министров» (фр. Conseil des ministres, нидерл. Ministerraad, нем. Ministerrat), ограниченном премьер-министром и министрами; узком, куда входят только премьер-министр и вице-премьеры. Кроме премьер-министра, в правительство входит до 14 министров (без учёта входящих в Правительственный совет государственных секретарей), при этом должно соблюдаться не распространяемое на премьер-министра равенство представительства фламандского и французского сообществ страны (традиционно во время заседания каждый министр высказывается на своём языке). Решения правительства принимаются без голосования на основе консенсуса.
Первоначально, с 1831 года, Король бельгийцев (фр. Roi des Belges, нидерл. Koning der Belgen, нем. König der Belgier) председательствовал в Кабинете министров, но при его отсутствии эту функцию исполнял глава кабинета (фр. Chefs de cabinet), обычно наиболее влиятельный министр. Постепенно обладатель этого титула получил полномочия представлять монарху предлагаемое распределение министерских департаментов между министрами. Пост премьер-министра был введён в официальные юридические документы в 1918 году, а включён в текст Конституции в 1970 году.
Помимо координации работы правительства, премьер-министр несёт ответственность за надлежащее исполнение коалиционного соглашения, заключаемого между партиями, сформировавшими правительство, и кодифицирующего его важнейшие цели и задачи. Он председательствует на заседаниях правительства и управляет конфликтами компетенций между министрами. Премьер-министр представляет публично правительственную коалицию как в стране, так и за рубежом, поддерживает контакт с королём и представляет правительственное программное заявление в парламенте. В ходе реформы по созданию федеративных государственных институтов, поэтапно проводимой с 1970 года, у премьер-министра появились дополнительные функции: контроль над отношениями между образующими бельгийскую федерацию сообществами и регионами, председательство в совещательном комитете представителей правительств субъектов федерации.

## Порядок назначения федерального правительства
В Бельгии сложилась многоэтапная система формирования федерального правительства, обусловленная отчасти конституционными правилами, а отчасти политическими традициями.
Формирование нового правительства начинается в связи с уходом в отставку предыдущего после объявления официального результата очередных или досрочных парламентских выборов или после получения монархом заявления о досрочной отставке предшествующего правительства (однако уходящему правительству поручается решать неотложные вопросы с ограниченной компетенцией). Первоначально король с помощью личного кабинета проводит предварительные переговоры с уходящим премьер-министром, уходящими руководителями палат парламента и с приглашёнными им по личному выбору председателями партий. По их результатам монарх назначает лицо, обобщающее требования различных партий и других заинтересованных сторон (бизнеса, профсоюзов и т. д.) и подготавливающее вместе с королём заключительный отчёт о сходимости политических интересов и возможной конфигурации парламентского большинства. Поскольку в Бельгии идентичные идеологии часто представлены различными партиями для каждого языкового сообщества, это обусловило обычность создания многопартийных коалиций, и сделало должность такого лица (именуемого «информатор», «королевский посредник», «исследователь») весьма значимой. После того, как партии, претендующие на формирование большинства, достигнут согласия, это лицо прекращает свою работу, а монарх назначает форматора, политического деятеля, который разрабатывает совместную правительственную программу с коалиционными партиями и распределяет министерские посты в правительстве. Обычно форматор получает пост премьер-министра страны, но были исключения из этого правила. После завершения переговоров весь состав будущего правительства направляется в королевскую резиденцию, где они приносят присягу: «Клянусь в верности Королю, в повиновении Конституции и законам бельгийского народа». На этом этапе происходит передача полномочий от уходящего правительства вновь назначенному, что оформляется тремя королевскими указами: первым назначается новый премьер-министр (этот указ получает консигнатуру уходящего премьер-министра, поскольку новый не может считаться таковым до его официального назначения, — таким образом происходит прямая передача полномочий между уходящим премьер-министром и его преемником, исключающая вакуум власти); вторым указом, по консигнатуре нового премьер-министра, отрешаются министры и статс-секретари уходящего правительства; третьим указом, также по консигнатуре нового премьер-министра, назначаются министры и статс-секретари нового правительства. Полноценную работу новое правительство начинает с момента получения в палате депутатов парламента доверия, выраженного в одобрении зачитанного премьер-министром правительственного программного заявления

## Диаграмма пребывания в должности (с 1831)
1 — глава кабинета; 2 — премьер-министр; 3 — премьер-министр федерального правительства

## Временное правительство (1830—1831)
Временное правительство возникло во время бельгийской революции (24 сентября 1830 года) как административный комитет, принявший на себя власть в Брюсселе. 26 сентября 1830 года он принял на себя наименование и полномочия временного правительства, а 29 сентября 1830 года — власть короля. 4 октября 1830 года временное правительство провозгласило независимость провинций Бельгии. После начала работы 10 ноября 1830 года Национального конгресса, избранного 3 ноября 1830 года, временное правительство продолжило работу в качестве исполнительного органа конгресса вплоть до 25 февраля 1831 года, когда регентом Бельгии был избран председатель конгресса барон Эразм-Луи Сюрль де Шокье. Временное правительство не имело председателя, однако в качестве такового на некоторых документах ставил подпись Шарль-Латур Рожье.
| Портрет | Имя (годы жизни) | Полномочия       | Полномочия      | Пр.           |
| Портрет | Имя (годы жизни) | Начало           | Окончание       | Пр.           |
| ------- | --- | ---------------- | --------------- | ------------- |
|         | Андре-Эдуар Жолли (1799—1883) фр. André-Edouard Jolly                                                                                             | 24 сентября 1830 | 25 февраля 1831 | [ 24 ] [ 25 ] |
|         | барон Фёйиен-Шарль-Мари-Жозеф де Коппен де Фалаэн (1800—1887) фр. Feuillien-Charles-Marie-Joseph de Coppin de Falaën                              | 24 сентября 1830 | 25 февраля 1831 | [ 26 ] [ 27 ] |
|         | Йозеф ван дер Линден (1798—1877) нидерл. Joseph Van der Linden                                                                                    | 24 сентября 1830 | 25 февраля 1831 | [ 22 ]        |
|         | барон Эмманейл-Констант-Приме-Гислайн ван дер Линден д’Хогхворст (1781—1866) нидерл. Emmanuel-Constant-Prime-Ghislain van der Linden d'Hooghvorst | 24 сентября 1830 | 12 ноября 1830  | [ 28 ]        |
|         | Жозеф-Тьери Николе (1798—1842) фр. Joseph-Thiéry Nicolay                                                                                          | 25 сентября 1830 | 10 октября 1830 | [ 29 ]        |
|         | Шарль-Латур Рожье (1800—1885) фр. Charles Latour Rogier                                                                                           | 25 сентября 1830 | 25 февраля 1831 | [ 30 ] [ 31 ] |
|         | граф Филипп-Феликс-Бальтазар-Отто-Гислен де Мерод (1791—1857) фр. Philippe-Félix-Balthazar-Otho-Ghislain de Merode                                | 26 сентября 1830 | 25 февраля 1831 | [ 32 ]        |
|         | Александр-Жозеф-Селестен Жандебьен (1789—1869) фр. Alexandre Joseph Célestin Gendebien                                                            | 26 сентября 1830 | 25 февраля 1831 | [ 33 ]        |
|         | Жан-Сильвен ван де Вейер (1802—1874) фр. Jean-Sylvain Van de Weyer                                                                                | 26 сентября 1830 | 25 февраля 1831 | [ 34 ]        |
|         | Луи-Жозеф-Антуан де Поттер (1786—1859) фр. Louis Joseph Antoine de Potter                                                                         | 28 сентября 1830 | 13 ноября 1830  | [ 35 ] [ 36 ] |

## Список глав правительства Бельгии
В ходе бельгийской революции 4 октября 1830 года была провозглашена независимость Бельгии от Объединённого королевства Нидерландов (объединявшего бывшие территории Соединённых провинций на севере, Австрийских Нидерландов на юге, а также Льежского епископства), признанная нидерландским королём Виллемом I только 19 апреля 1839 года по Лондонскому договору.
Политические партии Бельгии были сформированы через несколько десятилетий после провозглашения её независимости в процессе формализации децентрализованных идеологических альянсов (таких как «католики» или «либералы»), поэтому члены правительства до формирования в 1847 году первого партийного кабинета Шарля-Латура Рожье указаны как независимые политики.
После начала вторжения немецких войск 17 августа 1914 года кабинет де Броквиля переехал в Антверпен, а 13 октября 1914 года — в пригород французского Гавра, городок Сент-Адресс на побережье Нормандии, где продолжил работу как правительство в изгнании. 18 января 1916 года состав кабинета стал трёх-партийным (это было первым коалиционным правительством Бельгии). После возобновления работы правительства в Брюсселе с 21 ноября 1918 года должность его руководителя стала именоваться «премьер-министр» (фр. Premier ministre), однако в Конституции такое наименование было закреплено только в 1970 году.
После нового вторжения немецких войск 10 мая 1940 года (завершившегося оккупацией Бельгии 28 мая 1940 года) кабинет Юбера Пьерло переехал 25 мая 1940 года во французский Бордо, а 25 октября 1940 года — в Лондон, где работал как правительство в изгнании до 8 сентября 1944 года. При этом король Леопольд III остался в Брюсселе и с 28 мая 1940 года находился под домашним арестом, а осенью 1944 года был вывезен частями СС сначала в Хиршштайн в Саксонии, затем в Штробль-ам-Вольфгангзее под австрийским Зальцбургом. В Бельгии после её освобождения союзными войсками 21 сентября 1944 года над пустующим престолом было установлено регентство брата короля, принца Шарля. Послевоенное правительство под руководством социалиста Ахила ван Аккера, обвинив короля в коллаборационизме, запретило ему возвращаться в Бельгию после его освобождения армией США 8 мая 1945 года, и он до 22 июля 1950 года находился в изгнании в Швейцарии. Его возвращению на престол предшествовал проведённый 12 марта 1950 года референдум о разрешении возвращения Леопольда III в Бельгию и восстановлении его полномочий и обязанностей в качестве монарха (предложение было одобрено 57,68 % избирателей).
Правительство Бельгии приобрело статус федерального в 1993 году в ходе реформы по созданию федеративных государственных институтов, при этом было осуществлено разграничение функций (полномочий и обязанностей) между федеральной исполнительной властью и исполнительной властью образующих бельгийскую федерацию сообществ и регионов.
|                                                                         | Портрет                                                                 | Имя (годы жизни) | Полномочия                                                              | Полномочия | Партия | Выборы | Кабинет                                                                 | Пр.                                                                     |
| Начало                                                                  | Портрет                                                                 | Имя (годы жизни) | Окончание                                                               | | Партия | Выборы | Кабинет                                                                 | Пр.                                                                     |
| председатель Совета министров (фр. Présidents du Conseil des ministres) | председатель Совета министров (фр. Présidents du Conseil des ministres) | председатель Совета министров (фр. Présidents du Conseil des ministres)                                                 | председатель Совета министров (фр. Présidents du Conseil des ministres) | председатель Совета министров (фр. Présidents du Conseil des ministres) | председатель Совета министров (фр. Présidents du Conseil des ministres) | председатель Совета министров (фр. Présidents du Conseil des ministres) | председатель Совета министров (фр. Présidents du Conseil des ministres) | председатель Совета министров (фр. Présidents du Conseil des ministres) |
| ----------------------------------------------------------------------- | ----------------------------------------------------------------------- | --- | ----------------------------------------------------------------------- | --- | --- | --- | ----------------------------------------------------------------------- | ----------------------------------------------------------------------- |
| 1                                                                       |                                                                         | граф Альбер-Жозеф Гобле д’Альвьелла (1790—1873) фр. Albert Joseph Goblet d'Alviella                                     | 26 февраля 1831                                                         | 27 февраля 1831 | независимый | 1830 | кабинет не сформировал                                                  | [ 41 ] [ 42 ]                                                           |
| 2                                                                       |                                                                         | барон Этьен-Константен де Герлах (1785—1871) нидерл. Étienne Constantin de Gerlache                                     | 27 февраля 1831                                                         | 15 марта 1831 | независимый | 1830 | де Герлах                                                               | [ 43 ] [ 44 ]                                                           |
| глава кабинета (фр. Chefs de cabinet)                                   |                                                                         | |                                                                         | | | |                                                                         |                                                                         |
| (2)                                                                     |                                                                         | барон Этьен-Константен де Герлах (1785—1871) нидерл. Étienne Constantin de Gerlache                                     | 15 марта 1831                                                           | 23 марта 1831 | независимый | (1830) | де Герлах                                                               | [ 43 ] [ 44 ]                                                           |
| 3 (I)                                                                   |                                                                         | Жан-Луи-Жозеф Лебо (1794—1865) фр. Jean Louis Joseph Lebeau                                                             | 23 марта 1831                                                           | 26 июля 1831 | независимый | (1830) | Лебо (I)                                                                | [ 45 ] [ 46 ]                                                           |
| 4                                                                       |                                                                         | граф Феликс-Амандус де Мюленар (1793—1862) фр. Félix Amandus de Mûelenaere                                              | 26 июля 1831                                                            | 17 сентября 1832 | независимый | 1831 | де Мюленар                                                              | [ 47 ] [ 48 ]                                                           |
| и. о.                                                                   |                                                                         | граф Альбер-Жозеф Гобле д’Альвьелла (1790—1873) фр. Albert Joseph Goblet d'Alviella                                     | 17 сентября 1832                                                        | 20 октября 1832 | независимый | 1831 | де Мюленар                                                              | [ 41 ] [ 42 ] [ 48 ]                                                    |
| 5                                                                       | 20 октября 1832                                                         | граф Альбер-Жозеф Гобле д’Альвьелла (1790—1873) фр. Albert Joseph Goblet d'Alviella                                     | 12 декабря 1833                                                         | Гобле д’Альвьелла — Рожье (I) | независимый | 1831 | [ 41 ] [ 42 ] [ 49 ]                                                    |                                                                         |
| 6 (I)                                                                   |                                                                         | Шарль-Латур Рожье (1800—1885) фр. Charles Latour Rogier                                                                 | 12 декабря 1833                                                         | Гобле д’Альвьелла — Рожье (I) | независимый | 4 августа 1834 | 1833                                                                    | [ 30 ] [ 31 ] [ 49 ]                                                    |
| 7 (I)                                                                   |                                                                         | шевалье, с 18 марта 1840 граф Бартелеми-Теодор де Тё де Меланд (1794—1874) фр. Barthélemy-Théodore de Theux de Meylandt | 4 августа 1834                                                          | 18 апреля 1840 | независимый | де Тё де Меланд (I) | 1833                                                                    | [ 50 ] [ 51 ]                                                           |
| 7 (I)                                                                   | 1835                                                                    | шевалье, с 18 марта 1840 граф Бартелеми-Теодор де Тё де Меланд (1794—1874) фр. Barthélemy-Théodore de Theux de Meylandt | 4 августа 1834                                                          | 18 апреля 1840 | независимый | де Тё де Меланд (I) |                                                                         | [ 50 ] [ 51 ]                                                           |
| 7 (I)                                                                   | 1837                                                                    | шевалье, с 18 марта 1840 граф Бартелеми-Теодор де Тё де Меланд (1794—1874) фр. Barthélemy-Théodore de Theux de Meylandt | 4 августа 1834                                                          | 18 апреля 1840 | независимый | де Тё де Меланд (I) |                                                                         | [ 50 ] [ 51 ]                                                           |
| 7 (I)                                                                   | 1839                                                                    | шевалье, с 18 марта 1840 граф Бартелеми-Теодор де Тё де Меланд (1794—1874) фр. Barthélemy-Théodore de Theux de Meylandt | 4 августа 1834                                                          | 18 апреля 1840 | независимый | де Тё де Меланд (I) |                                                                         | [ 50 ] [ 51 ]                                                           |
| 3 (II)                                                                  |                                                                         | Жан-Луи-Жозеф Лебо (1794—1865) фр. Jean Louis Joseph Lebeau                                                             | 18 апреля 1840                                                          | 13 апреля 1841 | независимый | Лебо (II) | [ 45 ] [ 52 ]                                                           |                                                                         |
| 8                                                                       |                                                                         | барон Жан-Батист Нотомб (1805—1881) фр. Jean-Baptiste Nothomb                                                           | 13 апреля 1841                                                          | 30 июля 1845 | независимый | Нотомб | [ 53 ] [ 54 ]                                                           |                                                                         |
| 8                                                                       | 1841                                                                    | барон Жан-Батист Нотомб (1805—1881) фр. Jean-Baptiste Nothomb                                                           | 13 апреля 1841                                                          | 30 июля 1845 | независимый | Нотомб | [ 53 ] [ 54 ]                                                           |                                                                         |
| 8                                                                       | 1843                                                                    | барон Жан-Батист Нотомб (1805—1881) фр. Jean-Baptiste Nothomb                                                           | 13 апреля 1841                                                          | 30 июля 1845 | независимый | Нотомб | [ 53 ] [ 54 ]                                                           |                                                                         |
| 9                                                                       |                                                                         | Жан-Сильвен ван де Вейер (1802—1874) фр. Jean-Sylvain Van de Weyer                                                      | 30 июля 1845                                                            | 31 марта 1846 | независимый | 1845 | ван де Вейер                                                            | [ 34 ] [ 55 ]                                                           |
| 7 (II)                                                                  |                                                                         | граф Бартелеми-Теодор де Тё де Меланд (1794—1874) фр. Barthélemy-Théodore de Theux de Meylandt                          | 31 марта 1846                                                           | 12 августа 1847 | независимый | 1845 | де Тё де Меланд (II)                                                    | [ 50 ] [ 56 ]                                                           |
| 6 (II)                                                                  |                                                                         | Шарль-Латур Рожье (1800—1885) фр. Charles Latour Rogier                                                                 | 12 августа 1847                                                         | 31 октября 1852 | Либеральная партия | 1847 | Рожье (II)                                                              | [ 30 ] [ 31 ] [ 57 ]                                                    |
| 6 (II)                                                                  | 1848                                                                    | Шарль-Латур Рожье (1800—1885) фр. Charles Latour Rogier                                                                 | 12 августа 1847                                                         | 31 октября 1852 | Либеральная партия | | Рожье (II)                                                              | [ 30 ] [ 31 ] [ 57 ]                                                    |
| 6 (II)                                                                  | 1850                                                                    | Шарль-Латур Рожье (1800—1885) фр. Charles Latour Rogier                                                                 | 12 августа 1847                                                         | 31 октября 1852 | Либеральная партия | | Рожье (II)                                                              | [ 30 ] [ 31 ] [ 57 ]                                                    |
| 10                                                                      |                                                                         | Анри-Гислен-Жозеф-Мари-Йасент де Бруккер (1801—1891) фр. Henri Ghislain Joseph Marie Hyacinthe de Brouckère             | 31 октября 1852                                                         | 30 марта 1855 | Либеральная партия | 1852 | де Бруккер                                                              | [ 58 ] [ 59 ]                                                           |
| 10                                                                      | 1854                                                                    | Анри-Гислен-Жозеф-Мари-Йасент де Бруккер (1801—1891) фр. Henri Ghislain Joseph Marie Hyacinthe de Brouckère             | 31 октября 1852                                                         | 30 марта 1855 | Либеральная партия | | де Бруккер                                                              | [ 58 ] [ 59 ]                                                           |
| 11                                                                      |                                                                         | Пьер-Жак-Франсуа де Деккер (1812—1891) фр. Pierre Jacques François de Decker                                            | 30 марта 1855                                                           | 9 ноября 1857 | независимый | 1855 | де Деккер                                                               | [ 60 ] [ 61 ]                                                           |
| 11                                                                      | 1856                                                                    | Пьер-Жак-Франсуа де Деккер (1812—1891) фр. Pierre Jacques François de Decker                                            | 30 марта 1855                                                           | 9 ноября 1857 | независимый | | де Деккер                                                               | [ 60 ] [ 61 ]                                                           |
| 6 (III)                                                                 |                                                                         | Шарль-Латур Рожье (1800—1885) фр. Charles Latour Rogier                                                                 | 9 ноября 1857                                                           | 3 января 1868 | Либеральная партия | 1857 | Рожье (III)                                                             | [ 30 ] [ 31 ] [ 62 ]                                                    |
| 6 (III)                                                                 | 1859                                                                    | Шарль-Латур Рожье (1800—1885) фр. Charles Latour Rogier                                                                 | 9 ноября 1857                                                           | 3 января 1868 | Либеральная партия | | Рожье (III)                                                             | [ 30 ] [ 31 ] [ 62 ]                                                    |
| 6 (III)                                                                 | 1861                                                                    | Шарль-Латур Рожье (1800—1885) фр. Charles Latour Rogier                                                                 | 9 ноября 1857                                                           | 3 января 1868 | Либеральная партия | | Рожье (III)                                                             | [ 30 ] [ 31 ] [ 62 ]                                                    |
| 6 (III)                                                                 | 1863                                                                    | Шарль-Латур Рожье (1800—1885) фр. Charles Latour Rogier                                                                 | 9 ноября 1857                                                           | 3 января 1868 | Либеральная партия | | Рожье (III)                                                             | [ 30 ] [ 31 ] [ 62 ]                                                    |
| 6 (III)                                                                 | 1864                                                                    | Шарль-Латур Рожье (1800—1885) фр. Charles Latour Rogier                                                                 | 9 ноября 1857                                                           | 3 января 1868 | Либеральная партия | | Рожье (III)                                                             | [ 30 ] [ 31 ] [ 62 ]                                                    |
| 6 (III)                                                                 | 1866                                                                    | Шарль-Латур Рожье (1800—1885) фр. Charles Latour Rogier                                                                 | 9 ноября 1857                                                           | 3 января 1868 | Либеральная партия | | Рожье (III)                                                             | [ 30 ] [ 31 ] [ 62 ]                                                    |
| 6 (III)                                                                 | 1867                                                                    | Шарль-Латур Рожье (1800—1885) фр. Charles Latour Rogier                                                                 | 9 ноября 1857                                                           | 3 января 1868 | Либеральная партия | | Рожье (III)                                                             | [ 30 ] [ 31 ] [ 62 ]                                                    |
| 12 (I)                                                                  |                                                                         | Юбер-Жозеф-Вальтер Фрер-Орбан (1812—1896) фр. Hubert Joseph Walthère Frère-Orban                                        | 3 января 1868                                                           | 2 июля 1870 | Либеральная партия | 1868 | Фрер-Орбан (I)                                                          | [ 63 ] [ 64 ] [ 65 ]                                                    |
| 13                                                                      |                                                                         | барон Жюль-Жозеф д’Анетан (1803—1888) фр. Jules Joseph d’Anethan                                                        | 2 июля 1870                                                             | 7 декабря 1871 | Федерация католических кругов и консервативных ассоциаций | 1870, июнь | д’Анетан                                                                | [ 66 ] [ 67 ] [ 68 ]                                                    |
| 13                                                                      | 1870, август                                                            | барон Жюль-Жозеф д’Анетан (1803—1888) фр. Jules Joseph d’Anethan                                                        | 2 июля 1870                                                             | 7 декабря 1871 | Федерация католических кругов и консервативных ассоциаций | | д’Анетан                                                                | [ 66 ] [ 67 ] [ 68 ]                                                    |
| 7 (III)                                                                 |                                                                         | граф Бартелеми-Теодор де Тё де Меланд (1794—1874) фр. Barthélemy-Théodore de Theux de Meylandt                          | 7 декабря 1871                                                          | 21 августа 1874 | Федерация католических кругов и консервативных ассоциаций | де Тё де Меланд (III) — Малу (I) | [ 50 ] [ 69 ]                                                           |                                                                         |
| 7 (III)                                                                 | 1872                                                                    | граф Бартелеми-Теодор де Тё де Меланд (1794—1874) фр. Barthélemy-Théodore de Theux de Meylandt                          | 7 декабря 1871                                                          | 21 августа 1874 | Федерация католических кругов и консервативных ассоциаций | де Тё де Меланд (III) — Малу (I) | [ 50 ] [ 69 ]                                                           |                                                                         |
| 7 (III)                                                                 | 1874                                                                    | граф Бартелеми-Теодор де Тё де Меланд (1794—1874) фр. Barthélemy-Théodore de Theux de Meylandt                          | 7 декабря 1871                                                          | 21 августа 1874 | Федерация католических кругов и консервативных ассоциаций | де Тё де Меланд (III) — Малу (I) | [ 50 ] [ 69 ]                                                           |                                                                         |
| 14 (I)                                                                  |                                                                         | Жюль-Эдуар-Франсуа-Ксавьер Малу (1810—1886) фр. Jules Edouard François-Xavier Malou                                     | 21 августа 1874                                                         | 18 июня 1878 | Федерация католических кругов и консервативных ассоциаций | де Тё де Меланд (III) — Малу (I) | [ 69 ] [ 70 ]                                                           |                                                                         |
| 14 (I)                                                                  | 1876                                                                    | Жюль-Эдуар-Франсуа-Ксавьер Малу (1810—1886) фр. Jules Edouard François-Xavier Malou                                     | 21 августа 1874                                                         | 18 июня 1878 | Федерация католических кругов и консервативных ассоциаций | де Тё де Меланд (III) — Малу (I) | [ 69 ] [ 70 ]                                                           |                                                                         |
| 12 (II)                                                                 |                                                                         | Юбер-Жозеф-Вальтер Фрер-Орбан (1812—1896) фр. Hubert Joseph Walthère Frère-Orban                                        | 18 июня 1878                                                            | 16 июня 1884 | Либеральная партия | 1878 | Фрер-Орбан (II)                                                         | [ 63 ] [ 64 ] [ 71 ]                                                    |
| 12 (II)                                                                 | 1880                                                                    | Юбер-Жозеф-Вальтер Фрер-Орбан (1812—1896) фр. Hubert Joseph Walthère Frère-Orban                                        | 18 июня 1878                                                            | 16 июня 1884 | Либеральная партия | | Фрер-Орбан (II)                                                         | [ 63 ] [ 64 ] [ 71 ]                                                    |
| 12 (II)                                                                 | 1882                                                                    | Юбер-Жозеф-Вальтер Фрер-Орбан (1812—1896) фр. Hubert Joseph Walthère Frère-Orban                                        | 18 июня 1878                                                            | 16 июня 1884 | Либеральная партия | | Фрер-Орбан (II)                                                         | [ 63 ] [ 64 ] [ 71 ]                                                    |
| 14 (II)                                                                 |                                                                         | Жюль-Эдуар-Франсуа-Ксавьер Малу (1810—1886) фр. Jules Edouard François-Xavier Malou                                     | 16 июня 1884                                                            | 26 октября 1884 | Федерация католических кругов и консервативных ассоциаций | 1884 | Малу (II)                                                               | [ 70 ] [ 72 ]                                                           |
| 15                                                                      |                                                                         | Огюст-Мари-Франсуа Беэрнар (1829—1912) фр. Auguste Marie François Beernaert                                             | 26 октября 1884                                                         | 26 марта 1894 | Федерация католических кругов и консервативных ассоциаций | 1884 | Беэрнар                                                                 | [ 73 ] [ 74 ] [ 75 ]                                                    |
| 15                                                                      | 1886                                                                    | Огюст-Мари-Франсуа Беэрнар (1829—1912) фр. Auguste Marie François Beernaert                                             | 26 октября 1884                                                         | 26 марта 1894 | Федерация католических кругов и консервативных ассоциаций | | Беэрнар                                                                 | [ 73 ] [ 74 ] [ 75 ]                                                    |
| 15                                                                      | 1888                                                                    | Огюст-Мари-Франсуа Беэрнар (1829—1912) фр. Auguste Marie François Beernaert                                             | 26 октября 1884                                                         | 26 марта 1894 | Федерация католических кругов и консервативных ассоциаций | | Беэрнар                                                                 | [ 73 ] [ 74 ] [ 75 ]                                                    |
| 15                                                                      | 1890                                                                    | Огюст-Мари-Франсуа Беэрнар (1829—1912) фр. Auguste Marie François Beernaert                                             | 26 октября 1884                                                         | 26 марта 1894 | Федерация католических кругов и консервативных ассоциаций | | Беэрнар                                                                 | [ 73 ] [ 74 ] [ 75 ]                                                    |
| 15                                                                      | 1892                                                                    | Огюст-Мари-Франсуа Беэрнар (1829—1912) фр. Auguste Marie François Beernaert                                             | 26 октября 1884                                                         | 26 марта 1894 | Федерация католических кругов и консервативных ассоциаций | | Беэрнар                                                                 | [ 73 ] [ 74 ] [ 75 ]                                                    |
| 16                                                                      |                                                                         | Жюль-Филипп-Мари де Бюрле (1844—1897) фр. Jules Philippe Marie de Burlet                                                | 26 марта 1894                                                           | 25 февраля 1896 | Федерация католических кругов и консервативных ассоциаций | де Бюрле | [ 76 ] [ 77 ]                                                           |                                                                         |
| 16                                                                      | 1894                                                                    | Жюль-Филипп-Мари де Бюрле (1844—1897) фр. Jules Philippe Marie de Burlet                                                | 26 марта 1894                                                           | 25 февраля 1896 | Федерация католических кругов и консервативных ассоциаций | де Бюрле | [ 76 ] [ 77 ]                                                           |                                                                         |
| 17 (I)                                                                  |                                                                         | Поль-Жозеф де Смет де Найер (1843—1913) фр. Paul Joseph de Smet de Naeyer                                               | 25 февраля 1896                                                         | 24 января 1899 | Федерация католических кругов и консервативных ассоциаций | де Смет де Найер (I) | [ 78 ] [ 79 ] [ 80 ]                                                    |                                                                         |
| 17 (I)                                                                  | 1896                                                                    | Поль-Жозеф де Смет де Найер (1843—1913) фр. Paul Joseph de Smet de Naeyer                                               | 25 февраля 1896                                                         | 24 января 1899 | Федерация католических кругов и консервативных ассоциаций | де Смет де Найер (I) | [ 78 ] [ 79 ] [ 80 ]                                                    |                                                                         |
| 17 (I)                                                                  | 1898                                                                    | Поль-Жозеф де Смет де Найер (1843—1913) фр. Paul Joseph de Smet de Naeyer                                               | 25 февраля 1896                                                         | 24 января 1899 | Федерация католических кругов и консервативных ассоциаций | де Смет де Найер (I) | [ 78 ] [ 79 ] [ 80 ]                                                    |                                                                         |
| 18                                                                      |                                                                         | Жюль-Анри-Пьер-Франсуа Ванденперебом (1843—1917) фр. Jules Henri Pierre François Vandenpeereboom                        | 24 января 1899                                                          | 5 августа 1899 | Федерация католических кругов и консервативных ассоциаций | Ванденперебом | [ 81 ] [ 82 ]                                                           |                                                                         |
| 17 (II)                                                                 |                                                                         | граф Поль-Жозеф де Смет де Найер (1843—1913) фр. Paul Joseph de Smet de Naeyer                                          | 5 августа 1899                                                          | 2 мая 1907 | Федерация католических кругов и консервативных ассоциаций | де Смет де Найер (II) | [ 78 ] [ 79 ] [ 83 ]                                                    |                                                                         |
| 17 (II)                                                                 | 1900                                                                    | граф Поль-Жозеф де Смет де Найер (1843—1913) фр. Paul Joseph de Smet de Naeyer                                          | 5 августа 1899                                                          | 2 мая 1907 | Федерация католических кругов и консервативных ассоциаций | де Смет де Найер (II) | [ 78 ] [ 79 ] [ 83 ]                                                    |                                                                         |
| 17 (II)                                                                 | 1902                                                                    | граф Поль-Жозеф де Смет де Найер (1843—1913) фр. Paul Joseph de Smet de Naeyer                                          | 5 августа 1899                                                          | 2 мая 1907 | Федерация католических кругов и консервативных ассоциаций | де Смет де Найер (II) | [ 78 ] [ 79 ] [ 83 ]                                                    |                                                                         |
| 17 (II)                                                                 | 1904                                                                    | граф Поль-Жозеф де Смет де Найер (1843—1913) фр. Paul Joseph de Smet de Naeyer                                          | 5 августа 1899                                                          | 2 мая 1907 | Федерация католических кругов и консервативных ассоциаций | де Смет де Найер (II) | [ 78 ] [ 79 ] [ 83 ]                                                    |                                                                         |
| 17 (II)                                                                 | 1906                                                                    | граф Поль-Жозеф де Смет де Найер (1843—1913) фр. Paul Joseph de Smet de Naeyer                                          | 5 августа 1899                                                          | 2 мая 1907 | Федерация католических кругов и консервативных ассоциаций | де Смет де Найер (II) | [ 78 ] [ 79 ] [ 83 ]                                                    |                                                                         |
| 19                                                                      |                                                                         | барон Жюль-Анри-Гислен-Мари де Троз (1857—1907) фр. Jules Henri Ghislain Marie de Trooz                                 | 2 мая 1907                                                              | 31 декабря 1907 | Федерация католических кругов и консервативных ассоциаций | де Троз | [ 84 ] [ 85 ]                                                           |                                                                         |
| с 31 декабря 1907 года по 9 января 1908 года пост вакантен              |                                                                         | |                                                                         | | | |                                                                         |                                                                         |
| 20                                                                      |                                                                         | Франсуа-Виктор-Мари-Гислен Схолларт (1851—1917) нидерл. François Victor Marie Ghislain Schollaert                       | 9 января 1908                                                           | 17 июня 1911 | Федерация католических кругов и консервативных ассоциаций | (1906) | Схолларт                                                                | [ 86 ] [ 87 ]                                                           |
| 20                                                                      | 1908                                                                    | Франсуа-Виктор-Мари-Гислен Схолларт (1851—1917) нидерл. François Victor Marie Ghislain Schollaert                       | 9 января 1908                                                           | 17 июня 1911 | Федерация католических кругов и консервативных ассоциаций | | Схолларт                                                                | [ 86 ] [ 87 ]                                                           |
| 20                                                                      | 1910                                                                    | Франсуа-Виктор-Мари-Гислен Схолларт (1851—1917) нидерл. François Victor Marie Ghislain Schollaert                       | 9 января 1908                                                           | 17 июня 1911 | Федерация католических кругов и консервативных ассоциаций | | Схолларт                                                                | [ 86 ] [ 87 ]                                                           |
| 21 (I—II)                                                               |                                                                         | граф Шарль-Мари-Пьер-Альбер де Броквиль (1860—1940) фр. Charles Marie Pierre Albert de Broqueville                      | 17 июня 1911                                                            | 18 января 1916 | Федерация католических кругов и консервативных ассоциаций | де Броквиль (I—II) правительство в изгнании с 13 октября 1914 года | [ 88 ] [ 89 ] [ 90 ]                                                    |                                                                         |
| 21 (I—II)                                                               | 1912                                                                    | граф Шарль-Мари-Пьер-Альбер де Броквиль (1860—1940) фр. Charles Marie Pierre Albert de Broqueville                      | 17 июня 1911                                                            | 18 января 1916 | Федерация католических кругов и консервативных ассоциаций | де Броквиль (I—II) правительство в изгнании с 13 октября 1914 года | [ 88 ] [ 89 ] [ 90 ]                                                    |                                                                         |
| 21 (I—II)                                                               | 1914                                                                    | граф Шарль-Мари-Пьер-Альбер де Броквиль (1860—1940) фр. Charles Marie Pierre Albert de Broqueville                      | 17 июня 1911                                                            | 18 января 1916 | Федерация католических кругов и консервативных ассоциаций | де Броквиль (I—II) правительство в изгнании с 13 октября 1914 года | [ 88 ] [ 89 ] [ 90 ]                                                    |                                                                         |
| 21 (I—II)                                                               | 18 января 1916                                                          | граф Шарль-Мари-Пьер-Альбер де Броквиль (1860—1940) фр. Charles Marie Pierre Albert de Broqueville                      | 1 июня 1918                                                             | Федерация католических кругов и консервативных ассоциаций в коалиции с Либеральной партией и Бельгийской рабочей партией                                                                         | [ 88 ] [ 89 ] [ 91 ] | де Броквиль (I—II) правительство в изгнании с 13 октября 1914 года |                                                                         |                                                                         |
| 22                                                                      |                                                                         | Жерар-Франсуа-Мари Кореман (1852—1926) фр. Gérard François Marie Cooreman                                               | 1 июня 1918                                                             | Федерация католических кругов и консервативных ассоциаций в коалиции с Либеральной партией и Бельгийской рабочей партией                                                                         | 21 ноября 1918 | Кореман правительство в изгнании | [ 92 ] [ 93 ] [ 94 ]                                                    |                                                                         |
| премьер-министр (фр. Premier ministre)                                  |                                                                         | |                                                                         | | | |                                                                         |                                                                         |
| 23 (I—II)                                                               |                                                                         | Леон-Фредерик-Гюстав Делакруа (1867—1929) фр. Léon Frédéric Gustave Delacroix                                           | 21 ноября 1918                                                          | 2 декабря 1919 | Федерация католических кругов и консервативных ассоциаций в коалиции с Либеральной партией и Бельгийской рабочей партией | (1914) | Делакруа (I)                                                            | [ 95 ] [ 96 ]                                                           |
| 23 (I—II)                                                               | 2 декабря 1919                                                          | Леон-Фредерик-Гюстав Делакруа (1867—1929) фр. Léon Frédéric Gustave Delacroix                                           | 20 ноября 1920                                                          | 1919 | Федерация католических кругов и консервативных ассоциаций в коалиции с Либеральной партией и Бельгийской рабочей партией | Делакруа (II) | [ 95 ] [ 97 ]                                                           |                                                                         |
| 24                                                                      |                                                                         | граф Анри-Виктор-Мари-Жислен Картон де Виар (1869—1951) фр. Henry Victor Marie Ghislain Carton De Wiart                 | 20 ноября 1920                                                          | 1919 | 16 декабря 1921 | Федерация католических кругов и консервативных ассоциаций → Католический союз в коалиции с Либеральной партией и Бельгийской рабочей партией                                                    | Картон де Виар                                                          | [ 98 ] [ 99 ] [ 100 ]                                                   |
|                                                                         |                                                                         | граф Анри-Виктор-Мари-Жислен Картон де Виар (1869—1951) фр. Henry Victor Marie Ghislain Carton De Wiart                 | 20 ноября 1920                                                          | 1919 | 16 декабря 1921 | Федерация католических кругов и консервативных ассоциаций → Католический союз в коалиции с Либеральной партией и Бельгийской рабочей партией                                                    | Картон де Виар                                                          | [ 98 ] [ 99 ] [ 100 ]                                                   |
| 25 (I)                                                                  |                                                                         | Жорж-Эмиль-Леонар Тёнис (1873—1966) фр. Georges Emile Léonard Theunis                                                   | 16 декабря 1921                                                         | 13 мая 1925 | Католический союз в коалиции с Либеральной партией | 1921 | Тёнис (I)                                                               | [ 101 ] [ 102 ] [ 103 ]                                                 |
| 26                                                                      |                                                                         | виконт Алуас-Жан-Мария-Жозеф ван де Вивер (1871—1961) фр. Aloys Jean Maria Joseph van de Vyvere                         | 13 мая 1925                                                             | 17 июня 1925 | Католический союз | 1925 | ван де Вивер                                                            | [ 104 ] [ 105 ]                                                         |
| 27                                                                      |                                                                         | виконт Проспер-Антуан-Мари-Жозеф Пулле (1868—1937) фр. Prosper Antoine Marie Joseph Poullet                             | 17 июня 1925                                                            | 20 мая 1926 | Католический союз в коалиции с Бельгийской рабочей партией | 1925 | Пулле                                                                   | [ 106 ] [ 107 ] [ 108 ]                                                 |
| 28 (I—II)                                                               |                                                                         | Анри Жаспар (1870—1939) фр. Henri Jaspar                                                                                | 20 мая 1926                                                             | 22 ноября 1927 | Католический союз в коалиции с Либеральной партией и Бельгийской рабочей партией | 1925 | Жаспар (I)                                                              | [ 109 ] [ 110 ]                                                         |
| 28 (I—II)                                                               | 22 ноября 1927                                                          | Анри Жаспар (1870—1939) фр. Henri Jaspar                                                                                | 6 июня 1931                                                             | Католический союз в коалиции с Либеральной партией | Жаспар (II) | 1925 | [ 109 ] [ 111 ]                                                         |                                                                         |
| 28 (I—II)                                                               | 22 ноября 1927                                                          | Анри Жаспар (1870—1939) фр. Henri Jaspar                                                                                | 6 июня 1931                                                             | Католический союз в коалиции с Либеральной партией | Жаспар (II) | 1929 | [ 109 ] [ 111 ]                                                         |                                                                         |
| 29                                                                      |                                                                         | Жюль-Лоран-Жан-Луи Ренкен (1862—1934) фр. Jules Laurent Jean Louis Renkin                                               | 6 июня 1931                                                             | Католический союз в коалиции с Либеральной партией | 22 октября 1932 | Ренкен | [ 112 ] [ 113 ]                                                         |                                                                         |
| 21 (III)                                                                |                                                                         | граф Шарль-Мари-Пьер-Альбер де Броквиль (1860—1940) фр. Charles Marie Pierre Albert de Broqueville                      | 22 октября 1932                                                         | Католический союз в коалиции с Либеральной партией | 20 ноября 1934 | 1932 | де Броквиль (III)                                                       | [ 88 ] [ 89 ] [ 114 ]                                                   |
| 25 (II)                                                                 |                                                                         | Жорж-Эмиль-Леонар Тёнис (1873—1966) фр. Georges Emile Léonard Theunis                                                   | 20 ноября 1934                                                          | Католический союз в коалиции с Либеральной партией | 25 марта 1935 | 1932 | Тёнис (II)                                                              | [ 101 ] [ 102 ] [ 115 ]                                                 |
| 30 (I—II)                                                               |                                                                         | виконт Поль-Гийом ван Зеланд (1893—1973) фр. Paul Guillaume van Zeeland                                                 | 25 марта 1935                                                           | 13 июня 1936 | Католический союз в коалиции с Либеральной партией и Бельгийской рабочей партией | 1932 | ван Зеланд (I)                                                          | [ 116 ] [ 117 ]                                                         |
|                                                                         | 13 июня 1936                                                            | виконт Поль-Гийом ван Зеланд (1893—1973) фр. Paul Guillaume van Zeeland                                                 | 24 ноября 1937                                                          | Католический блок в коалиции с Либеральной партией и Бельгийской рабочей партией | 1936 | ван Зеланд (II) | [ 116 ] [ 118 ]                                                         |                                                                         |
| 31                                                                      |                                                                         | Поль-Эмиль Жансон (1872—1944) фр. Paul-Émile Janson                                                                     | 24 ноября 1937                                                          | 15 мая 1938 | 1936 | Либеральная партия в коалиции с Католическим блоком и Бельгийской рабочей партией | Жансон                                                                  | [ 119 ] [ 120 ]                                                         |
| 32 (I)                                                                  |                                                                         | Поль-Анри-Шарль Спаак (1899—1972) фр. Paul Henri Charles Spaak                                                          | 15 мая 1938                                                             | 22 февраля 1939 | 1936 | Бельгийская рабочая партия в коалиции с Католическим блоком и Либеральной партией | Спаак (I)                                                               | [ 121 ] [ 122 ] [ 123 ]                                                 |
| 33 (I—VI)                                                               |                                                                         | граф Юбер-Мари-Эжен Пьерло (1883—1963) фр. Hubert Marie Eugène Pierlot                                                  | 22 февраля 1939                                                         | 16 апреля 1939 | 1936 | Католический блок в коалиции с Бельгийской рабочей партией и Либеральной партией | Пьерло (I)                                                              | [ 124 ] [ 125 ] [ 126 ]                                                 |
| 33 (I—VI)                                                               | 16 апреля 1939                                                          | граф Юбер-Мари-Эжен Пьерло (1883—1963) фр. Hubert Marie Eugène Pierlot                                                  | 3 сентября 1939                                                         | Католический блок в коалиции с Либеральной партией | 1939 | Пьерло (II) | [ 124 ] [ 125 ] [ 127 ]                                                 |                                                                         |
| 33 (I—VI)                                                               | 3 сентября 1939                                                         | граф Юбер-Мари-Эжен Пьерло (1883—1963) фр. Hubert Marie Eugène Pierlot                                                  | 28 мая 1940                                                             | Католический блок в коалиции с Бельгийской рабочей партией и Либеральной партией | 1939 | Пьерло (III) правительство в изгнании с 25 мая 1940 года | [ 124 ] [ 125 ] [ 128 ]                                                 |                                                                         |
| 33 (I—VI)                                                               | 28 мая 1940                                                             | граф Юбер-Мари-Эжен Пьерло (1883—1963) фр. Hubert Marie Eugène Pierlot                                                  | 27 сентября 1944                                                        | Католический блок в коалиции с Либеральной партией и социалистами | 1939 | Пьерло (IV) правительство в изгнании до 8 сентября 1944 года | [ 124 ] [ 125 ] [ 129 ]                                                 |                                                                         |
| 33 (I—VI)                                                               | 27 сентября 1944                                                        | граф Юбер-Мари-Эжен Пьерло (1883—1963) фр. Hubert Marie Eugène Pierlot                                                  | 12 декабря 1944                                                         | Католический блок в коалиции с Либеральной партией, Коммунистической партией Бельгии и социалистами                                                                                              | 1939 | Пьерло (V) | [ 124 ] [ 125 ] [ 130 ]                                                 |                                                                         |
| 33 (I—VI)                                                               | 12 декабря 1944                                                         | граф Юбер-Мари-Эжен Пьерло (1883—1963) фр. Hubert Marie Eugène Pierlot                                                  | 12 февраля 1945                                                         | Католический блок в коалиции с Либеральной партией и Бельгийской социалистической партией | 1939 | Пьерло (VI) | [ 124 ] [ 125 ] [ 131 ]                                                 |                                                                         |
| 34 (I—II)                                                               |                                                                         | Ахил-Оноре ван Аккер (1898—1975) нидерл. Achiel Honoré Van Acker                                                        | 12 февраля 1945                                                         | 2 августа 1945 | 1939 | Бельгийская социалистическая партия в коалиции с Католическим блоком и Либеральной партией | ван Аккер (I)                                                           | [ 124 ] [ 132 ] [ 133 ]                                                 |
| 34 (I—II)                                                               | 2 августа 1945                                                          | Ахил-Оноре ван Аккер (1898—1975) нидерл. Achiel Honoré Van Acker                                                        | 13 марта 1946                                                           | Бельгийская социалистическая партия в коалиции с Бельгийским демократическим союзом, Либеральной партией и Коммунистической партией Бельгии                                                      | 1939 | ван Аккер (II) | [ 124 ] [ 132 ] [ 134 ]                                                 |                                                                         |
| 32 (II)                                                                 |                                                                         | Поль-Анри-Шарль Спаак (1899—1972) фр. Paul Henri Charles Spaak                                                          | 13 марта 1946                                                           | 31 марта 1946 | Бельгийская социалистическая партия в коалиции с Христианской народной партией — Социально-христианской партией | 1946 | Спаак (II)                                                              | [ 121 ] [ 122 ] [ 135 ]                                                 |
| 34 (III)                                                                |                                                                         | Ахил-Оноре ван Аккер (1898—1975) нидерл. Achiel Honoré Van Acker                                                        | 31 марта 1946                                                           | 3 августа 1946 | Бельгийская социалистическая партия в коалиции с Либеральной партией и Коммунистической партией Бельгии | 1946 | ван Аккер (III)                                                         | [ 124 ] [ 132 ] [ 136 ]                                                 |
| 35                                                                      |                                                                         | Жан-Жозеф-Камиль Юйсман (1871—1968) фр. Jean Joseph Camille Huysmans урожд. Камил Хансен нидерл. Camiel Hansen          | 3 августа 1946                                                          | 20 марта 1947 | Бельгийская социалистическая партия в коалиции с Либеральной партией и Коммунистической партией Бельгии | 1946 | Юйсман                                                                  | [ 137 ] [ 138 ] [ 139 ]                                                 |
| 32 (III—IV)                                                             |                                                                         | Поль-Анри-Шарль Спаак (1899—1972) фр. Paul Henri Charles Spaak                                                          | 20 марта 1947                                                           | 27 ноября 1948 | Бельгийская социалистическая партия в коалиции с Христианской народной партией — Социально-христианской партией | 1946 | Спаак (III)                                                             | [ 121 ] [ 122 ] [ 140 ]                                                 |
| 32 (III—IV)                                                             | 27 ноября 1948                                                          | Поль-Анри-Шарль Спаак (1899—1972) фр. Paul Henri Charles Spaak                                                          | 11 августа 1949                                                         | Спаак (IV) | Бельгийская социалистическая партия в коалиции с Христианской народной партией — Социально-христианской партией | 1946 | [ 121 ] [ 122 ] [ 141 ]                                                 |                                                                         |
| 36 (I)                                                                  |                                                                         | виконт Гастон-Франсуа-Мари Эйскенс (1905—1988) нидерл. Gaston François Marie Eyskens                                    | 11 августа 1949                                                         | 8 июня 1950 | Христианская народная партия — Социально-христианская партия в коалиции с Либеральной партией | 1949 | Г. Эйскенс (I)                                                          | [ 142 ] [ 143 ] [ 144 ]                                                 |
| 37                                                                      |                                                                         | Жан-Пьер-Арман-Гислен-Мари Дювьёсар (1900—1977) фр. Jean Pierre Armand Ghislain Marie Duvieusart                        | 8 июня 1950                                                             | 16 августа 1950 | Христианская народная партия — Социально-христианская партия | 1950 | Дювьёсар                                                                | [ 145 ] [ 146 ] [ 147 ]                                                 |
| 38                                                                      |                                                                         | Жозеф-Кловье-Луи-Мари-Эммануель Фольен (1884—1968) фр. Joseph Clovis Louis Marie Emmanuel Pholien                       | 16 августа 1950                                                         | 15 января 1952 | Христианская народная партия — Социально-христианская партия | 1950 | Фольен                                                                  | [ 148 ] [ 149 ]                                                         |
| 39                                                                      |                                                                         | Жан-Мари-Жозеф ван Хаутте (1907—1991) нидерл. Jean Marie Joseph Van Houtte                                              | 15 января 1952                                                          | 23 апреля 1954 | Христианская народная партия — Социально-христианская партия в коалиции с Либеральной партией | 1950 | ван Хаутте                                                              | [ 150 ] [ 151 ]                                                         |
| 34 (IV)                                                                 |                                                                         | Ахил-Оноре ван Аккер (1898—1975) нидерл. Achiel Honoré Van Acker                                                        | 23 апреля 1954                                                          | 26 июня 1956 | Бельгийская социалистическая партия в коалиции с Либеральной партией | 1954 | ван Аккер (IV)                                                          | [ 124 ] [ 132 ] [ 152 ]                                                 |
| 36 (II—IV)                                                              |                                                                         | виконт Гастон-Франсуа-Мари Эйскенс (1905—1988) нидерл. Gaston François Marie Eyskens                                    | 26 июня 1956                                                            | 6 ноября 1958 | Христианская народная партия — Социально-христианская партия | 1954 | Г. Эйскенс (II)                                                         | [ 142 ] [ 143 ] [ 153 ]                                                 |
| 36 (II—IV)                                                              | 6 ноября 1958                                                           | виконт Гастон-Франсуа-Мари Эйскенс (1905—1988) нидерл. Gaston François Marie Eyskens                                    | 3 сентября 1960                                                         | Христианская народная партия — Социально-христианская партия в коалиции с Либеральной партией | 1958 | Г. Эйскенс (III) | [ 142 ] [ 143 ] [ 154 ]                                                 |                                                                         |
| 36 (II—IV)                                                              | 3 сентября 1960                                                         | виконт Гастон-Франсуа-Мари Эйскенс (1905—1988) нидерл. Gaston François Marie Eyskens                                    | 25 апреля 1961                                                          | Христианская народная партия — Социально-христианская партия в коалиции с Либеральной партией | 1958 | Г. Эйскенс (IV) | [ 142 ] [ 143 ] [ 155 ]                                                 |                                                                         |
| 40                                                                      |                                                                         | Теодор-Жозеф-Альберик-Мари Лефевр (1914—1973) фр. Théodore Joseph Albéric Marie Lefèvre                                 | 25 апреля 1961                                                          | 28 июля 1965 | Христианская народная партия — Социально-христианская партия в коалиции с Бельгийской социалистической партией | 1961 | Лефевр                                                                  | [ 156 ] [ 157 ] [ 158 ]                                                 |
| 41                                                                      |                                                                         | Пьер-Шарль-Жозе-Мари Армель (1911—2009) фр. Pierre Charles José Marie Harmel                                            | 28 июля 1965                                                            | 19 марта 1966 | Христианская народная партия — Социально-христианская партия в коалиции с Бельгийской социалистической партией | 1965 | Армель                                                                  | [ 159 ] [ 160 ] [ 161 ]                                                 |
| 42 (I)                                                                  |                                                                         | Поль-Эмиль-Франсуа-Анри ван ден Буйнантс (1919—2001) фр. Paul Emile François Henri Van den Boeynants                    | 19 марта 1966                                                           | 17 июля 1968 | Христианская народная партия — Социально-христианская партия в коалиции с Партией за свободу и прогресс | 1965 | ван ден Боэнант (I)                                                     | [ 162 ] [ 163 ] [ 164 ]                                                 |
| 36 (V—VI)                                                               |                                                                         | Гастон-Франсуа-Мари Эйскенс (1905—1988) нидерл. Gaston François Marie Eyskens                                           | 17 июля 1968                                                            | 20 января 1972 | Христианская народная партия — Социально-христианская партия в коалиции с Бельгийской социалистической партией | 1968 | Г. Эйскенс (V)                                                          | [ 142 ] [ 143 ] [ 165 ]                                                 |
|                                                                         | 20 января 1972                                                          | Гастон-Франсуа-Мари Эйскенс (1905—1988) нидерл. Gaston François Marie Eyskens                                           | 26 января 1973                                                          | Христианская народная партия в коалиции с Христианско-социальной партией и Бельгийской социалистической партией                                                                                  | 1971 | Г. Эйскенс (VI) | [ 142 ] [ 143 ] [ 166 ]                                                 |                                                                         |
| 43 (I—II)                                                               |                                                                         | Эдмон-Жюль-Исидор Лебюртон (1915—1997) фр. Edmond Jules Isidore Leburton                                                | 26 января 1973                                                          | 23 октября 1973 | 1971 | Бельгийская социалистическая партия в коалиции с Христианской народной партией, Христианско-социальной партией и Партией за свободу и прогресс                                                  | Лебюртон (I)                                                            | [ 167 ] [ 168 ] [ 169 ]                                                 |
| 43 (I—II)                                                               | 23 октября 1973                                                         | Эдмон-Жюль-Исидор Лебюртон (1915—1997) фр. Edmond Jules Isidore Leburton                                                | 25 апреля 1974                                                          | Бельгийская социалистическая партия в коалиции с Христианской народной партией и Христианско-социальной партией                                                                                  | 1971 | Лебюртон (II) | [ 167 ] [ 168 ] [ 170 ]                                                 |                                                                         |
| 44 (I—IV)                                                               |                                                                         | Леонард Клеменс Тиндеманс (1922—2014) нидерл. Leonard Clemence Tindemans                                                | 25 апреля 1974                                                          | 11 июня 1974 | Христианская народная партия в коалиции с Христианско-социальной партией и Партией за свободу и прогресс | 1974 | Тиндеманс (I)                                                           | [ 171 ] [ 172 ] [ 173 ]                                                 |
| 44 (I—IV)                                                               | 11 июня 1974                                                            | Леонард Клеменс Тиндеманс (1922—2014) нидерл. Leonard Clemence Tindemans                                                | 6 марта 1977                                                            | Христианская народная партия в коалиции с Христианско-социальной партией, Партией за свободу и прогресс и Валлонским объединением                                                                | [ 171 ] [ 172 ] [ 174 ] | 1974 | Тиндеманс (I)                                                           |                                                                         |
| 44 (I—IV)                                                               | 6 марта 1977                                                            | Леонард Клеменс Тиндеманс (1922—2014) нидерл. Leonard Clemence Tindemans                                                | 6 июня 1977                                                             | Христианская народная партия в коалиции с Христианско-социальной партией и Партией за свободу и прогресс                                                                                         | [ 171 ] [ 172 ] [ 175 ] | 1974 | Тиндеманс (I)                                                           |                                                                         |
| 44 (I—IV)                                                               | 6 июня 1977                                                             | Леонард Клеменс Тиндеманс (1922—2014) нидерл. Leonard Clemence Tindemans                                                | 20 октября 1978                                                         | Христианская народная партия в коалиции с Христианско-социальной партией, Бельгийской социалистической партией, Социалистической партией, Народным союзом и Демократическим фронтом франкофонов  | 1977 | Тиндеманс (II) | [ 171 ] [ 172 ] [ 176 ]                                                 |                                                                         |
| 42 (II)                                                                 |                                                                         | Поль-Эмиль-Франсуа-Анри ван ден Буйнантс (1919—2001) фр. Paul Emile François Henri Van den Boeynants                    | 20 октября 1978                                                         | 3 апреля 1979 | 1977 | Христианско-социальная партия в коалиции с Христианской народной партией, Бельгийской социалистической партией, Социалистической партией, Народным союзом и Демократическим фронтом франкофонов | ван ден Буйнантс (II)                                                   | [ 162 ] [ 163 ] [ 177 ]                                                 |
| 45 (I—IV)                                                               |                                                                         | Вилфрид Ахил Эмма Мартенс (1936—2013) нидерл. Wilfried Achiel Emma Martens                                              | 3 апреля 1979                                                           | 23 января 1980 | Христианская народная партия в коалиции с Христианско-социальной партией, Бельгийской социалистической партией, Социалистической партией, Народным союзом и Демократическим фронтом франкофонов                                    | 1978 | Мартенс (I)                                                             | [ 171 ] [ 178 ] [ 179 ]                                                 |
| 45 (I—IV)                                                               | 23 января 1980                                                          | Вилфрид Ахил Эмма Мартенс (1936—2013) нидерл. Wilfried Achiel Emma Martens                                              | 18 мая 1980                                                             | Христианская народная партия в коалиции с Христианско-социальной партией и фламандской и валлонской Социалистическими партиями                                                                   | Мартенс (II) | 1978 | [ 171 ] [ 178 ] [ 180 ]                                                 |                                                                         |
| 45 (I—IV)                                                               | 18 мая 1980                                                             | Вилфрид Ахил Эмма Мартенс (1936—2013) нидерл. Wilfried Achiel Emma Martens                                              | 22 октября 1980                                                         | Христианская народная партия в коалиции с Христианско-социальной партией, фламандской и валлонской Социалистическими партиями, Партией за свободу и прогресс и Либеральной реформистской партией | Мартенс (III) | 1978 | [ 171 ] [ 178 ] [ 181 ]                                                 |                                                                         |
| 45 (I—IV)                                                               | 22 октября 1980                                                         | Вилфрид Ахил Эмма Мартенс (1936—2013) нидерл. Wilfried Achiel Emma Martens                                              | 31 марта 1981                                                           | Христианская народная партия в коалиции с Христианско-социальной партией, фламандской и валлонской Социалистическими партиями                                                                    | Мартенс (IV) | 1978 | [ 171 ] [ 178 ] [ 182 ]                                                 |                                                                         |
| 46                                                                      |                                                                         | виконт Марк-Мария-Франс Эйскенс (1933—) нидерл. Marc Maria Frans Eyskens                                                | 31 марта 1981                                                           | Христианская народная партия в коалиции с Христианско-социальной партией, фламандской и валлонской Социалистическими партиями                                                                    | 17 декабря 1981 | 1978 | М. Эйскенс                                                              | [ 183 ] [ 184 ] [ 185 ]                                                 |
| 45 (V—IX)                                                               |                                                                         | Вилфрид Ахил Эмма Мартенс (1936—2013) нидерл. Wilfried Achiel Emma Martens                                              | 17 декабря 1981                                                         | 28 ноября 1985 | Христианская народная партия в коалиции с Христианско-социальной партией, Партией за свободу и прогресс и Либеральной реформистской партией                                                                                        | 1981 | Мартенс (V)                                                             | [ 171 ] [ 178 ] [ 186 ]                                                 |
| 45 (V—IX)                                                               | 28 ноября 1985                                                          | Вилфрид Ахил Эмма Мартенс (1936—2013) нидерл. Wilfried Achiel Emma Martens                                              | 21 октября 1987                                                         | 1985 | Христианская народная партия в коалиции с Христианско-социальной партией, Партией за свободу и прогресс и Либеральной реформистской партией                                                                                        | Мартенс (VI) | [ 171 ] [ 178 ] [ 187 ]                                                 |                                                                         |
| 45 (V—IX)                                                               | 21 октября 1987                                                         | Вилфрид Ахил Эмма Мартенс (1936—2013) нидерл. Wilfried Achiel Emma Martens                                              | 9 мая 1988                                                              | 1987 | Христианская народная партия в коалиции с Христианско-социальной партией, Партией за свободу и прогресс и Либеральной реформистской партией                                                                                        | Мартенс (VII) | [ 171 ] [ 178 ] [ 188 ]                                                 |                                                                         |
| 45 (V—IX)                                                               | 9 мая 1988                                                              | Вилфрид Ахил Эмма Мартенс (1936—2013) нидерл. Wilfried Achiel Emma Martens                                              | 29 сентября 1991                                                        | 1987 | Христианская народная партия в коалиции с Христианско-социальной партией, фламандской и валлонской Социалистическими партиями, Народным союзом и Демократическим фронтом франкофонов                                               | Мартенс (VIII) | [ 171 ] [ 178 ] [ 189 ]                                                 |                                                                         |
| 45 (V—IX)                                                               | 29 сентября 1991                                                        | Вилфрид Ахил Эмма Мартенс (1936—2013) нидерл. Wilfried Achiel Emma Martens                                              | 7 марта 1992                                                            | Христианская народная партия в коалиции с Христианско-социальной партией, фламандской и валлонской Социалистическими партиями                                                                    | 1991 | Мартенс (IX) | [ 171 ] [ 178 ] [ 190 ]                                                 |                                                                         |
| 47 (I—II)                                                               |                                                                         | Жан-Люк-Жозеф-Мари Деан (1940—2014) нидерл. Jean-Luc Joseph Marie Dehaene                                               | 7 марта 1992                                                            | Христианская народная партия в коалиции с Христианско-социальной партией, фламандской и валлонской Социалистическими партиями                                                                    | 1991 | 21 мая 1995 | Деан (I)                                                                | [ 183 ] [ 191 ] [ 192 ]                                                 |
| 47 (I—II)                                                               | 21 мая 1995                                                             | Жан-Люк-Жозеф-Мари Деан (1940—2014) нидерл. Jean-Luc Joseph Marie Dehaene                                               | 12 июля 1999                                                            | Христианская народная партия в коалиции с Христианско-социальной партией, фламандской и валлонской Социалистическими партиями                                                                    | 1995 | Деан (II) | [ 183 ] [ 191 ] [ 193 ]                                                 |                                                                         |
| 48 (I—III)                                                              |                                                                         | Ги-Морис-Мари-Луи Верхофстадт (1953—) нидерл. Guy Maurice Marie Louise Верхофстадт                                      | 12 июля 1999                                                            | 12 июля 2003 | Фламандские либералы и демократы в коалиции с Либеральной реформистской партией (с 2002 года — Реформаторским движением), Социалистической партией — Иными, Социалистической партией, партиями «Агалев» и «Эколо»                  | 1999 | Верхофстадт (I)                                                         | [ 194 ]                                                                 |
| 48 (I—III)                                                              | 12 июля 2003                                                            | Ги-Морис-Мари-Луи Верхофстадт (1953—) нидерл. Guy Maurice Marie Louise Верхофстадт                                      | 21 декабря 2007                                                         | Фламандские либералы и демократы →Открытые фламандские либералы и демократы в коалиции с Реформаторским движением, Социалистической партией — Иной и Социалистической партией                    | 2003 | Верхофстадт (II) |                                                                         | [ 194 ]                                                                 |
| 48 (I—III)                                                              | 21 декабря 2007                                                         | Ги-Морис-Мари-Луи Верхофстадт (1953—) нидерл. Guy Maurice Marie Louise Верхофстадт                                      | 20 марта 2008                                                           | Открытые фламандские либералы и демократы в коалиции с Реформаторским движением, Социалистической партией, Христианскими демократами и фламандцами и Гуманистическим демократическим центром     | 2007 | Верхофстадт (III) |                                                                         | [ 194 ]                                                                 |
| 49 (I)                                                                  |                                                                         | Ив-Камиль-Дезире Летерм (1960—) фр. Yves Camille Désiré Leterme                                                         | 20 марта 2008                                                           | 30 декабря 2008 | 2007 | Христианские демократы и фламандцы в коалиции с Гуманистическим демократическим центром, Социалистической партией, Открытыми фламандскими либералами и демократами и Реформаторским движением   | Летерм (I)                                                              | [ 195 ] [ 196 ] [ 197 ]                                                 |
| 50                                                                      |                                                                         | Херман Ахилл ван Ромпёй (1947—) нидерл. Herman Achille Van Rompuy                                                       | 30 декабря 2008                                                         | 25 ноября 2009 | 2007 | Христианские демократы и фламандцы в коалиции с Гуманистическим демократическим центром, Социалистической партией, Открытыми фламандскими либералами и демократами и Реформаторским движением   | ван Ромпёй                                                              | [ 198 ] [ 199 ]                                                         |
| 49 (II)                                                                 |                                                                         | Ив-Камиль-Дезире Летерм (1960—) фр. Yves Camille Désiré Leterme                                                         | 25 ноября 2009                                                          | 6 декабря 2011 | 2007 | Христианские демократы и фламандцы в коалиции с Гуманистическим демократическим центром, Социалистической партией, Открытыми фламандскими либералами и демократами и Реформаторским движением   | Летерм (II)                                                             | [ 195 ] [ 196 ] [ 197 ]                                                 |
| 49 (II)                                                                 | 2010                                                                    | Ив-Камиль-Дезире Летерм (1960—) фр. Yves Camille Désiré Leterme                                                         | 25 ноября 2009                                                          | 6 декабря 2011 | | Христианские демократы и фламандцы в коалиции с Гуманистическим демократическим центром, Социалистической партией, Открытыми фламандскими либералами и демократами и Реформаторским движением   | Летерм (II)                                                             | [ 195 ] [ 196 ] [ 197 ]                                                 |
| 51                                                                      |                                                                         | Элио ди Рупо (1951—) фр. Elio Di Rupo                                                                                   | 6 декабря 2011                                                          | 11 октября 2014 | Социалистическая партия в коалиции с Социалистической партией — Иной, Христианскими демократами и фламандцами, Гуманистическим демократическим центром, Открытыми фламандскими либералами и демократами и Реформаторским движением | ди Рупо | [ 200 ] [ 201 ] [ 202 ]                                                 |                                                                         |
| 52 (I—II)                                                               |                                                                         | Шарль-Ив-Жан-Гислен Мишель (1975—) фр. Charles Yves Jean Ghislaine Michel                                               | 11 октября 2014                                                         | 9 декабря 2018 | Реформаторское движение в коалиции с Открытыми фламандскими либералами и демократами, Христианскими демократами и фламандцами и Новым фламандским альянсом                                                                         | 2014 | Мишель (I)                                                              | [ 203 ] [ 204 ]                                                         |
| 52 (I—II)                                                               | 9 декабря 2018                                                          | Шарль-Ив-Жан-Гислен Мишель (1975—) фр. Charles Yves Jean Ghislaine Michel                                               | 27 октября 2019                                                         | Реформаторское движение в коалиции с Открытыми фламандскими либералами и демократами и Христианскими демократами и фламандцами                                                                   | Мишель (II) | 2014 |                                                                         | [ 203 ] [ 204 ]                                                         |
| 53 (I—II)                                                               |                                                                         | Софи Вильмес (1975—) фр. Sophie Wilmès                                                                                  | 27 октября 2019                                                         | 17 марта 2020 | Реформаторское движение в коалиции с Открытыми фламандскими либералами и демократами, Христианскими демократами и фламандцами и Движением граждан за перемены                                                                      | 2019 | Вильмес (I)                                                             | [ 205 ] [ 206 ] [ 207 ]                                                 |
| 53 (I—II)                                                               | 17 марта 2020                                                           | Софи Вильмес (1975—) фр. Sophie Wilmès                                                                                  | 1 октября 2020                                                          | Вильмес (II) | Реформаторское движение в коалиции с Открытыми фламандскими либералами и демократами, Христианскими демократами и фламандцами и Движением граждан за перемены                                                                      | 2019 |                                                                         | [ 205 ] [ 206 ] [ 207 ]                                                 |
| 54                                                                      |                                                                         | Александр де Кро (1975—) нидерл. Alexander De Croo                                                                      | 1 октября 2020                                                          | 3 февраля 2025 | Фламандские либералы и демократы в коалиции с Реформаторским движением, Социалистической партией — Другими, Социалистической партией, Зелёными, Христианскими демократами и фламандцами и партией «Эколо»                          | 2019 | Де Кро                                                                  | [ 208 ] [ 209 ] [ 210 ]                                                 |
| 55                                                                      |                                                                         | Барт Альберт Лилиане Де Вевер (1970—) нидерл. Bart Albert Liliane De Wever                                              | 3 февраля 2025                                                          | действующий | Новый фламандский альянс в коалиции с Реформаторским движением, партией «Вперёд», Христианскими демократами и фламандцами и партией «Les Engagés»                                                                                  | 2024 | Де Вевер                                                                | [ 211 ] [ 212 ]                                                         |